# LHS 1070
LHS 1070 es un sistema estelar de magnitud aparente +15,42 situado en la constelación de Sculptor.
Está compuesto por una enana roja, LHS 1070 A, y dos objetos, LHS 1070 B y C, posiblemente enanas marrones.
Se encuentra a 25,2 años luz del sistema solar y la estrella conocida más cercana a ella es Gliese 915, a 7,3 años luz.

## LHS 1070 A
La componente principal, LHS 1070 A, es una enana roja de tipo espectral M6.0V. 
Tiene una temperatura efectiva de 3160 K y una masa entre el 13% y el 16% de la masa solar.
Gira sobre sí misma con una velocidad de rotación proyectada —límite inferior de la misma— de 6,8 km/s.
Muestra una fuerte actividad fotométrica, siendo una estrella fulgurante.
En un diagrama masa-luminosidad, LHS 1070 A aparece demasiado tenue para su masa o muy masiva para su luminosidad. Esta aparente discrepancia puede deberse a la presencia de una compañera muy próxima de LHS 1070 A.
El descubrimiento de esta hipotética acompañante fue notificado en 1999, pero numerosos estudios posteriores no han podido confirmar su existencia.
Por otra parte, la edad del sistema se puede estimar en 500 - 800 millones de años, aunque, por su cinemática, puede ser asociado a la vieja población de disco.

## LHS 1070 B y C
LHS 1070 B y C forman un sistema binario cuyo período orbital es de 17,24 años. El semieje mayor de su órbita es de 3,53 UA.
A su vez, el par BC gira en torno a LHS 1070 A cada 44 años, aunque esta órbita está mal determinada; el período orbital probablemente sea más largo, entre 80 y 200 años. El semieje mayor de esta órbita puede ser de 8,6 UA.
Las dos órbitas son coplanares.
LHS 1070 B tiene tipo espectral M8.5V y una temperatura de 2450 K.
Su masa es de 0,077 masas solares y gira sobre sí misma con una velocidad de rotación de al menos 16 km/s.
LHS 1070 C, de tipo espectral M9-9.5V, tiene una temperatura de 2400 K.
Con una masa de 0,071 masas solares, rota con la misma velocidad que su compañera cercana.
Tanto LHS 1070 B como LHS 1070 C están cerca del límite que divide a las enanas rojas de las enanas marrones. Estos objetos se caracterizan por temperaturas efectivas muy bajas y por la formación de polvo en sus atmósferas.
Se cree que LHS 1070 C es, casi con certeza, una enana marrón, y LHS 1070 B probablemente también lo sea.
En este último objeto se ha detectado una «llamarada impulsiva» que demuestra que los objetos en el límite de la fusión del hidrógeno pueden mostrar los mismos eventos que las estrellas fulgurantes.
Las llamaradas impulsivas duran entre 100 y 1000 segundos y tienen gran amplitud; estas llamaradas, observadas en UV Ceti o YZ Canis Minoris, pueden legar a aumentar el brillo de la estrella hasta en 5 o 6 magnitudes.
En el caso específico de LHS 1070 B, la llamarada supuso un aumento de brillo de 8,2 magnitudes en banda B, la mayor amplitud observada en este tipo de eventos.